# Lukáš Volný
Lukáš Volný (1645 – 11. dubna 1738 Číhary–Vlkov nad Lesy) byl ovčák a lidový básník.

## Život
Z jeho života není příliš známo. Když mu bylo 38 let, oženil se Kateřinou Černou ze Smiřic. Z jejich devíti dětí dvě předčasně zemřely, živil se jako ovčák. Nejvýrazněji vystupoval se svým bratrem Václavem při řádném povolení ovčáckého cechu roku 1700, za Leopolda I. V roce 1738 byl vyšetřován z kacířství. Měl dalšího příbuzného (nejspíše to byl syn) písmáka Jiřího Volného.

## Dílo
V době Lukáše Volného vyšly například Písničky, vypravující o pořádku pastýřském, kdy se začal a skrze koho dokonal, Písničky v nově složený pro památku vyzdvižení pořádku pastýřského, nebo Píseň nová pěkná o ovčičkách. Část Lukášovy tvorby spolu s lidovou tvorbou Jiřího Volného a Františka Jana Vaváka vydal a opatřil úvodem a poznámkami Zdeněk Kalista v Truhlici písní.